# Moses Gikenyi
Moses Gikenyi (ur. 19 listopada 1972) – kenijski piłkarz grający na pozycji obrońcy.

## Kariera klubowa
W swojej karierze piłkarskiej Gikenyi grał w seszelskim zespole St Michel United FC.

## Kariera reprezentacyjna
W reprezentacji Kenii Gikenyi zadebiutował 30 stycznia 2004 roku podczas Pucharu Narodów Afryki 2004, w meczu z Senegalem (0:3). Na tym turnieju zagrał także swój drugi i ostatni mecz w kadrze, z Burkina Faso (3:0).